# FK Austria Wien
Fußballklub Austria Wien AG (phát âm tiếng Đức: [ˈaʊ̯stri̯aː ˈviːn]; là một câu lạc bộ bóng đá Áo đến từ thủ đô Viên. Đội bóng đạt được nhiều danh hiệu nhất ở hạng đấu cao nhất của Áo, với 24 chức vô địch Giải vô địch quốc gia Áo và 27 cúp quốc gia, mặc dù kình địch SK Rapid Wien nắm giữ số lần vô địch quốc gia nhiều nhất với 32 lần. Cùng với Rapid, Austria là một trong hai đội duy nhất chưa bao giờ xuống hạng khỏi hạng đấu cao nhất Áo. Với 27 chức vô địch tại Cúp bóng đá Áo và 6 chức vô địch Siêu cúp bóng đá Áo, Austria Wien cũng là câu lạc bộ thành công nhất trong các giải đấu này. Đội bóng vào đến chung kết UEFA Cup Winners' Cup năm 1978, và bán kết European Cup mùa giải sau đó. Đội bóng thi đấu trên Sân vận động Franz Horr, hay Generali Arena kể từ hợp đồng tên gọi với một công ty bảo hiểm ở Ý năm 2010.

## Sân vận động

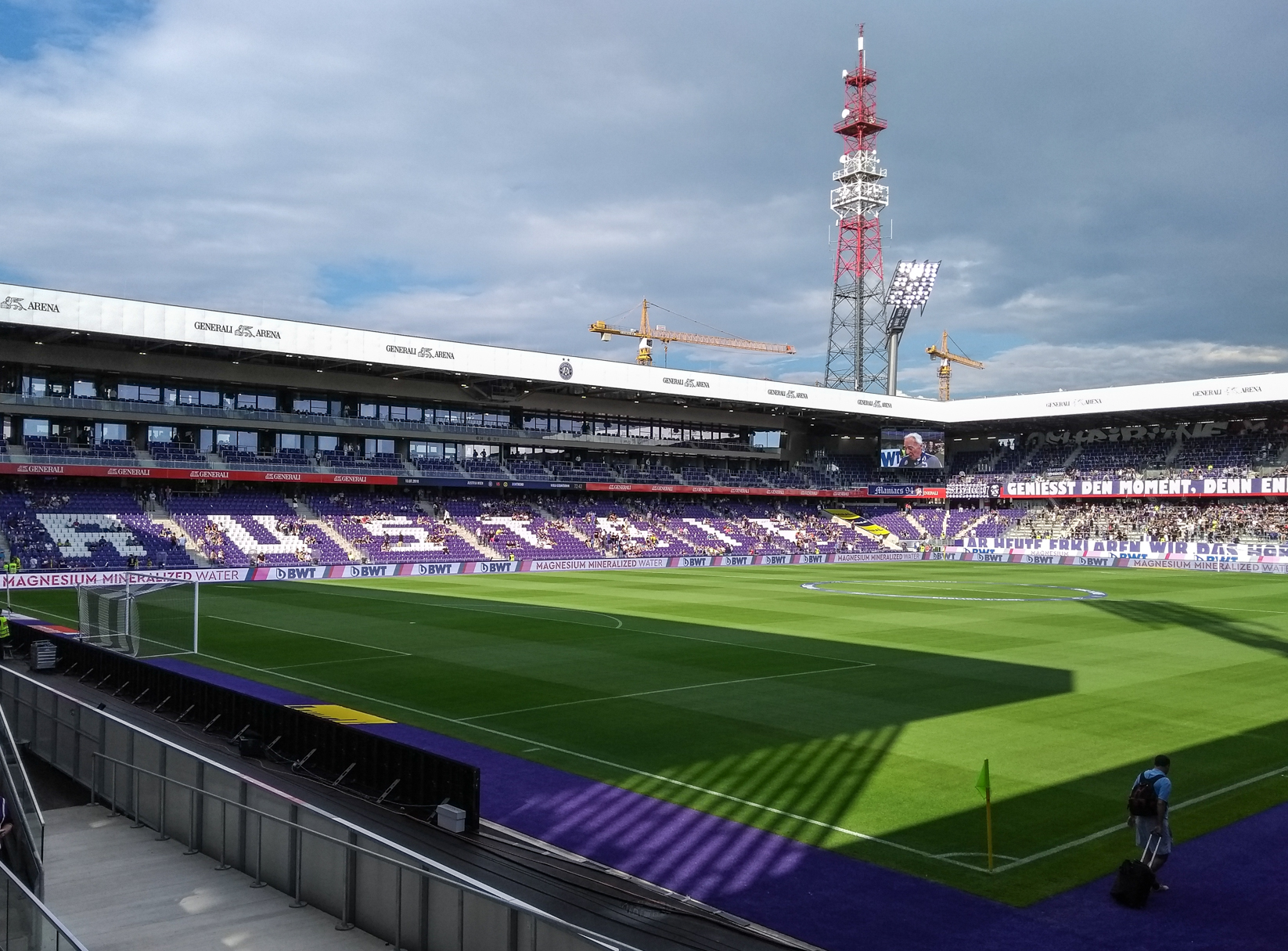
Sân vận động Franz Horr

Austria Wien chơi các trận sân nhà tại Sân vận động Franz Horr, có sức chứa 17.000 người kể từ năm 2008, khi khán đài phía Đông hai tầng mới mở cửa và cải tạo lại khán đài phía Tây. Sân vận động được đổi tên thành Generali Arena trong một thỏa thuận quyền đặt tên với công ty bảo hiểm Generali của Ý được công bố vào cuối năm 2010.
Sân vận động ban đầu được xây dựng vào năm 1925 cho Slovan Vienna, một câu lạc bộ của những người nhập cư Séc, và đã bị phá hủy phần lớn bởi quân Đồng minh trong Thế chiến thứ hai. Austria Wien chuyển đến sân vào năm 1973, chơi trận đầu tiên ở đó vào ngày 26 tháng 8. Sân vận động sau đó được đặt tên cho Franz Horr, chủ tịch của Liên đoàn bóng đá Viennese, sau khi ông qua đời. Sân vận động đã được mở rộng với các khán đài mới hoặc được cải tạo vào các năm 1982, 1986, 1998 và gần đây nhất là năm 2008.

## Mối kình địch Viên

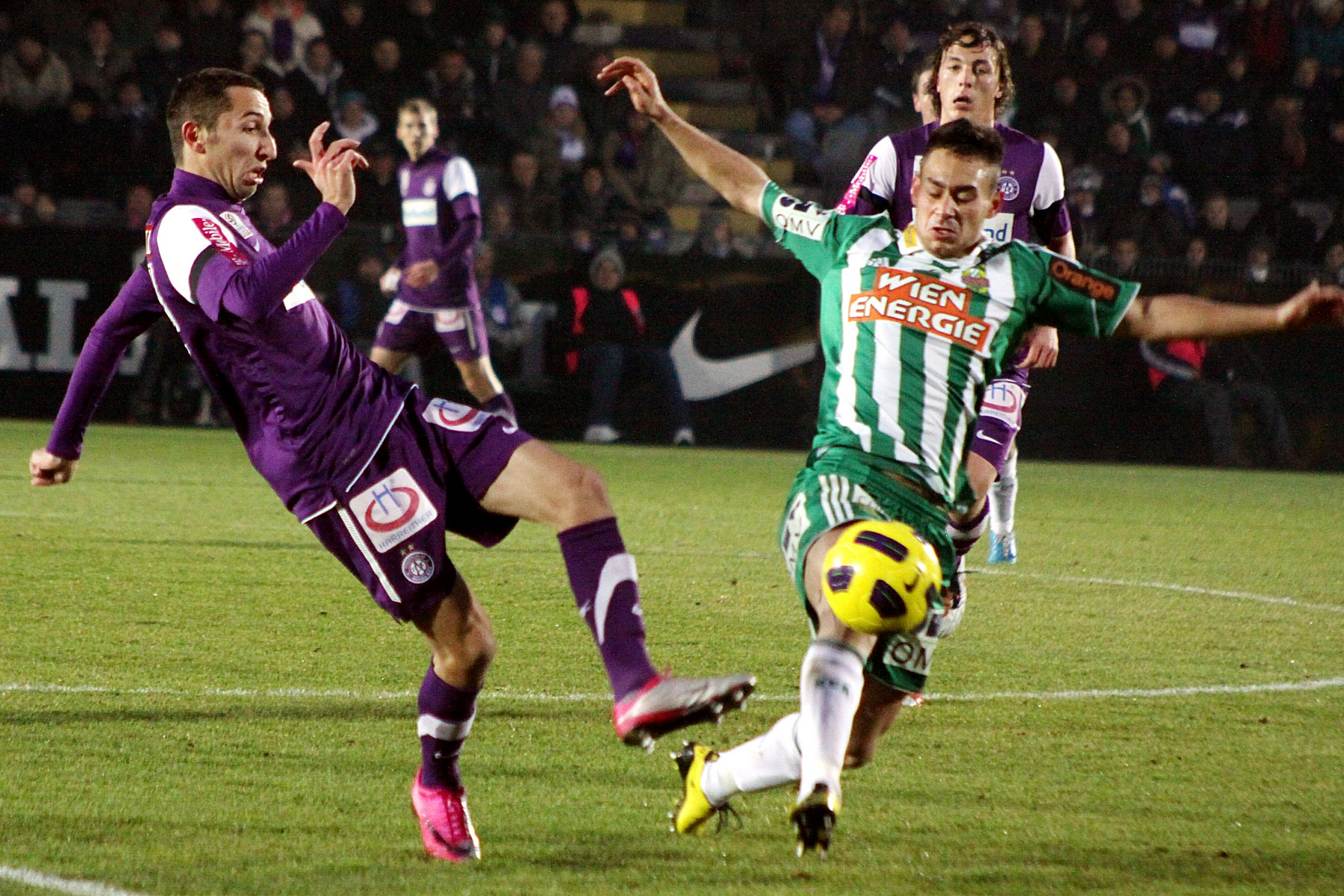
Một trận đấu derby Viên 2010 giữa Austria Vienna và Rapid Vienna.

Austria Wien tranh tài trận derby Viên với Rapid Wien. Hai câu lạc bộ này là hai trong số những câu lạc bộ được ủng hộ và thành công nhất trong nước, và là những câu lạc bộ Áo duy nhất chưa bao giờ xuống hạng. Họ là hai trong số những câu lạc bộ có ý nghĩa về mặt văn hóa và xã hội, cả về mặt lịch sử đều đại diện cho những bộ phận rộng lớn hơn trong xã hội Viên. Cả hai đội đều đến từ Hietzing, quận 13 ở phía tây thành phố, nhưng sau đó đã chuyển đến các quận khác nhau. Austria Wien được xem như một câu lạc bộ trung lưu, và trước Thế chiến thứ hai, là một phần của văn hóa quán cà phê gắn liền với giới trí thức thủ đô. Truyền thống nhanh chóng giữ được sự ủng hộ của tầng lớp lao động thành phố. Hai câu lạc bộ gặp nhau lần đầu tiên trong một trận đấu tranh chức vô địch vào ngày 8 tháng 9 năm 1911, chiến thắng 4–1 cho Rapid. Lịch thi đấu là trận derby được diễn ra nhiều nhất trong bóng đá châu Âu sau trận Old Firm ở Glasgow và trận Derby Edinburgh ở Edinburgh, cả hai đều ở Scotland.

## Danh hiệu

### Giải quốc nội
- Giải bóng đá vô địch quốc gia Áo (24)

Vô địch: 1923–24, 1925–26, 1948–49, 1949–50, 1952–53, 1960–61, 1961–62, 1962–63, 1968–69, 1969–70, 1975–76, 1977–78, 1978–79, 1979–80, 1980–81, 1983–84, 1984–85, 1985–86, 1990–91, 1991–92, 1992–93, 2002–03, 2005–06, 2012–13
- Cúp bóng đá Áo (27)

Vô địch: 1920–21, 1923–24, 1924–25, 1925–26, 1932–33, 1934–35, 1935–36, 1947–48, 1948–49, 1959–60, 1961–62, 1962–63, 1966–67, 1970–71, 1973–74, 1976–77, 1979–80, 1981–82, 1985–86, 1989–90, 1991–92, 1993–94, 2002–03, 2004–05, 2005–06, 2006–07, 2008–09
- Siêu cúp bóng đá Áo (6)

Vô địch: 1990, 1991, 1992, 1993, 2003, 2004
- Wiener Cup (2)

Vô địch: 1948, 1949

### Giải đấu châu Âu
- Cúp Mitropa (2)

Vô địch: 1933, 1936
- Jeunesse et des Etudiants de Jeux Sportif (1)

Vô địch: 1959
- European Cup Winners' Cup

Á quân: 1978

### Giải đấu quốc tế
- Copa Rio

Bán kết (2): 1951, 1952

## Thành tích tại đấu trường châu Âu
| Mùa giải | Giải đấu                      | Vòng           | Quốc gia                                   | Câu lạc bộ               | Sân nhà     | Sân khách   |
| -------- | ----------------------------- | -------------- | ------------------------------------------ | ------------------------ | ----------- | ----------- |
| 1960–61  | UEFA Cup Winners' Cup         | Tứ kết         | Anh                                        | Wolverhampton Wanderers  | 2–0         | 0–5         |
| 1961–62  | UEFA Champions League         | 1R             | România                                    | Steaua București         | 2–0         | 0–0         |
|          |                               | 2R             | Bồ Đào Nha                                 | Benfica                  | 1–1         | 1–5         |
| 1962–63  | UEFA Champions League         | 1R             | Phần Lan                                   | HIFK                     | 5–3         | 2–0         |
|          |                               | 2R             | Pháp                                       | Stade Reims              | 3–2         | 0–5         |
| 1963–64  | UEFA Champions League         | 1R             | Ba Lan                                     | Górnik Zabrze            | 1–0, 1–2    | 0–1         |
| 1967–68  | UEFA Cup Winners' Cup         | 1R             | România                                    | Steaua București         | 0–2         | 1–2         |
| 1969–70  | UEFA Champions League         | 1R             | Liên Xô                                    | Dynamo Kyiv              | 1–2         | 1–3         |
| 1970–71  | UEFA Champions League         | Vòng loại      | Bulgaria                                   | Levski Sofia             | 3–0         | 1–3         |
|          |                               | 1R             | Tây Ban Nha                                | Atlético Madrid          | 1–2         | 0–2         |
| 1971–72  | UEFA Cup Winners' Cup         | Vòng loại      | Đan Mạch                                   | B 1909                   | 2–0         | 2–4         |
|          |                               | 1R             | Albania                                    | Dinamo Tirana            | 1–0         | 1–1         |
|          |                               | 2R             | Ý                                          | Torino                   | 0–0         | 0–1         |
| 1972–73  | UEFA Cup                      | 1R             | Bulgaria                                   | Beroe Stara Zagora       | 1–3         | 0–7         |
| 1974–75  | UEFA Cup Winners' Cup         | 1R             | Bỉ                                         | Waregem                  | 4–1         | 1–2         |
|          |                               | 2R             | Tây Ban Nha                                | Real Madrid              | 2–2         | 0–3         |
| 1976–77  | UEFA Champions League         | 1R             | Đức                                        | Borussia Mönchengladbach | 1–0         | 0–3         |
| 1977–78  | UEFA Cup Winners' Cup         | 1R             | Wales                                      | Cardiff City             | 1–0         | 0–0         |
|          |                               | 2R             | Cộng hòa Xã hội chủ nghĩa Tiệp Khắc        | MFK Košice               | 0–0         | 1–1         |
|          |                               | Tứ kết         | Cộng hòa Liên bang Xã hội chủ nghĩa Nam Tư | Hajduk Split             | 1–1         | 1–1 (p 3-0) |
|          |                               | Bán kết        | Liên Xô                                    | Dynamo Moscow            | 2–1 (p 5-4) | 1–2         |
|          |                               | Chung kết      | Bỉ                                         | Anderlecht               | 0–4         |             |
| 1978–79  | UEFA Champions League         | 1R             | Albania                                    | Vllaznia Shköder         | 4–1         | 0–2         |
|          |                               | 2R             | Na Uy                                      | Lillestrøm               | 4–1         | 0–0         |
|          |                               | Tứ kết         | Cộng hòa Dân chủ Đức                       | Dynamo Dresden           | 3–1         | 0–1         |
|          |                               | Bán kết        | Thụy Điển                                  | Malmö FF                 | 0–0         | 0–1         |
| 1979–80  | UEFA Champions League         | 1R             | Đan Mạch                                   | Vejle                    | 1–1         | 2–3         |
| 1980–81  | UEFA Champions League         | 1R             | Scotland                                   | Aberdeen                 | 0–0         | 0–1         |
| 1981–82  | UEFA Champions League         | 1R             | Albania                                    | Partizani                | 3–1         | 0–1         |
|          |                               | 2R             | Liên Xô                                    | Dynamo Kyiv              | 0–1         | 1–1         |
| 1982–83  | UEFA Cup Winners' Cup         | 1R             | Hy Lạp                                     | Panathinaikos            | 2–0         | 1–2         |
|          |                               | 2R             | Thổ Nhĩ Kỳ                                 | Galatasaray              | 0–1         | 4–2         |
|          |                               | Tứ kết         | Tây Ban Nha                                | Barcelona                | 0–0         | 1–1         |
|          |                               | Bán kết        | Tây Ban Nha                                | Real Madrid              | 2–2         | 1–3         |
| 1983–84  | UEFA Cup                      | 1R             | Luxembourg                                 | Aris Bonnevoie           | 10–0        | 5–0         |
|          |                               | 2R             | Pháp                                       | Stade Lavallois          | 2–0         | 3–3         |
|          |                               | 3R             | Ý                                          | Internazionale           | 2–1         | 1–1         |
|          |                               | Tứ kết         | Anh                                        | Tottenham Hotspur        | 2–2         | 0–2         |
| 1984–85  | UEFA Champions League         | 1R             | Malta                                      | Valletta                 | 4–0         | 4–0         |
|          |                               | 2R             | Cộng hòa Dân chủ Đức                       | Dynamo Berlin            | 2–1         | 3–3         |
|          |                               | Tứ kết         | Anh                                        | Liverpool                | 1–1         | 1–4         |
| 1985–86  | UEFA Champions League         | 1R             | Cộng hòa Dân chủ Đức                       | Dynamo Berlin            | 2–1         | 2–0         |
|          |                               | 2R             | Đức                                        | Bayern Munich            | 3–3         | 2–4         |
| 1986–87  | UEFA Champions League         | 1R             | Luxembourg                                 | Avenir Beggen            | 3–0         | 3–0         |
|          |                               | 2R             | Đức                                        | Bayern Munich            | 1–1         | 0–2         |
| 1987–88  | UEFA Cup                      | 1R             | Đức                                        | Bayer Leverkusen         | 0–0         | 1–5         |
| 1988–89  | UEFA Cup                      | 1R             | Liên Xô                                    | Žalgiris                 | 5–2         | 0–2         |
|          |                               | 2R             | Scotland                                   | Hearts                   | 0–1         | 0–0         |
| 1989–90  | UEFA Cup                      | 1R             | Hà Lan                                     | Ajax                     | 1–0         | 3–0         |
|          |                               | 2R             | Đức                                        | Werder Bremen            | 2–0         | 0–5         |
| 1990–91  | UEFA Cup Winners' Cup         | 1R             | Đức                                        | Eintracht Schwerin       | 0–0         | 2–0         |
|          |                               | 2R             | Ý                                          | Juventus                 | 0–4         | 0–4         |
| 1991–92  | UEFA Champions League         | 1R             | Anh                                        | Arsenal                  | 1–0         | 1–6         |
| 1992–93  | UEFA Champions League         | 1R             | Bulgaria                                   | CSKA Sofia               | 3–1         | 2–3         |
|          |                               | 2R             | Bỉ                                         | Club Brugge              | 3–1         | 0–2         |
| 1993–94  | UEFA Champions League         | 1R             | Na Uy                                      | Rosenborg                | 4–1         | 1–3         |
|          |                               | 2R             | Tây Ban Nha                                | Barcelona                | 1–2         | 0–3         |
| 1994–95  | UEFA Cup Winners' Cup         | 1R             | Slovenia                                   | Maribor                  | 3–0         | 1–1         |
|          |                               | 2R             | Anh                                        | Chelsea                  | 1–1         | 0–0         |
| 1995–96  | UEFA Cup                      | Vòng loại      | Azerbaijan                                 | Kapaz Ganja              | 5–1         | 4–0         |
|          |                               | 1R             | Belarus                                    | Dinamo Minsk             | 1–2         | 0–1         |
| 1996     | UEFA Intertoto Cup            | Bảng 3, trận 1 | Slovenia                                   | Maribor                  |             | 0–3         |
|          |                               | Bảng 3, trận 2 | Iceland                                    | Keflavík                 | 6–0         |             |
|          |                               | Bảng 3, trận 3 | Đan Mạch                                   | Copenhagen               |             | 1–2         |
|          |                               | Bảng 3, trận 4 | Thụy Điển                                  | Örebro                   | 2–3         |             |
| 1997     | UEFA Intertoto Cup            | Bảng 9, trận 1 | Slovakia                                   | MŠK Žilina               |             | 1–3         |
|          |                               | Bảng 9, trận 2 | România                                    | Rapid București          | 1–1         |             |
|          |                               | Bảng 9, trận 3 | Pháp                                       | Lyon                     |             | 0–2         |
|          |                               | Bảng 9, trận 4 | Ba Lan                                     | Odra Wodzisław           | 1–5         |             |
| 1998     | UEFA Intertoto Cup            | 1R             | Ba Lan                                     | Ruch Chorzów             | 0–1         | 2–2         |
| 1999     | UEFA Intertoto Cup            | 3R             | Bỉ                                         | Sint-Truiden             | 1–2         | 2–0         |
|          |                               | 4R             | Pháp                                       | Rennes                   | 2–2         | 0–2         |
| 2000     | UEFA Intertoto Cup            | 2R             | Cộng hòa Síp                               | Nea Salamina Famagusta   | 3–0         | 0–1         |
|          |                               | 3R             | România                                    | Ceahlăul Piatra Neamț    | 3–0         | 2–2         |
|          |                               | 4R             | Ý                                          | Udinese                  | 0–1         | 0–2         |
| 2002–03  | UEFA Cup                      | 1R             | Ukraina                                    | Shakhtar Donetsk         | 5–1         | 0–1         |
|          |                               | 2R             | Bồ Đào Nha                                 | Porto                    | 0–1         | 0–2         |
| 2003–04  | UEFA Champions League         | 3QR            | Pháp                                       | Marseille                | 0–1         | 0–0         |
| 2003–04  | UEFA Cup                      | 1R             | Đức                                        | Borussia Dortmund        | 1–2         | 0–1         |
| 2004–05  | UEFA Cup                      | 2QR            | Ukraina                                    | Illichivets Mariupol     | 3–0         | 0–0         |
| 2004–05  | UEFA Cup                      | 1R             | Ba Lan                                     | Legia Warsaw             | 1–0         | 3–1         |
| 2004–05  | UEFA Cup                      | Bảng C         | Tây Ban Nha                                | Real Zaragoza            | 1–0         |             |
| 2004–05  | UEFA Cup                      | Bảng C         | Ukraina                                    | Dnipro Dnipropetrovsk    |             | 0–1         |
| 2004–05  | UEFA Cup                      | Bảng C         | Bỉ                                         | Club Brugge              | 1–1         |             |
| 2004–05  | UEFA Cup                      | Bảng C         | Hà Lan                                     | Utrecht                  |             | 2–1         |
| 2004–05  | UEFA Cup                      | 3R             | Tây Ban Nha                                | Athletic Bilbao          | 0–0         | 2–1         |
| 2004–05  | UEFA Cup                      | 4R             | Tây Ban Nha                                | Real Zaragoza            | 1–1         | 2–2         |
| 2004–05  | UEFA Cup                      | Tứ kết         | Ý                                          | Parma                    | 1–1         | 0–0         |
| 2005–06  | UEFA Cup                      | 2QR            | Slovakia                                   | MŠK Žilina               | 2–2         | 2–1         |
| 2005–06  | UEFA Cup                      | 1R             | Na Uy                                      | Viking                   | 2–1         | 0–1         |
| 2006–07  | UEFA Champions League         | 3QR            | Bồ Đào Nha                                 | Benfica                  | 1–1         | 0–3         |
| 2006–07  | UEFA Cup                      | 1R             | Ba Lan                                     | Legia Warsaw             | 1–0         | 1–1         |
| 2006–07  | UEFA Cup                      | Bảng F         | Bỉ                                         | Zulte-Waregem            | 1–4         |             |
| 2006–07  | UEFA Cup                      | Bảng F         | Hà Lan                                     | Ajax                     |             | 0–3         |
| 2006–07  | UEFA Cup                      | Bảng F         | Cộng hòa Séc                               | Sparta Prague            | 0–1         |             |
| 2006–07  | UEFA Cup                      | Bảng F         | Tây Ban Nha                                | Espanyol                 |             | 0–1         |
| 2007–08  | UEFA Cup                      | 2QR            | Cộng hòa Séc                               | Jablonec                 | 4–3         | 1–1         |
| 2007–08  | UEFA Cup                      | 1R             | Na Uy                                      | Vålerenga                | 2–0         | 2–2         |
| 2007–08  | UEFA Cup                      | Bảng H         | Pháp                                       | Bordeaux                 | 1–2         |             |
| 2007–08  | UEFA Cup                      | Bảng H         | Thụy Điển                                  | Helsingborgs IF          |             | 0–3         |
| 2007–08  | UEFA Cup                      | Bảng H         | Hy Lạp                                     | Panionios                | 0–1         |             |
| 2007–08  | UEFA Cup                      | Bảng H         | Thổ Nhĩ Kỳ                                 | Galatasaray              |             | 0–0         |
| 2008–09  | UEFA Cup                      | 1QR            | Kazakhstan                                 | Tobol                    | 2–0         | 0–1         |
| 2008–09  | UEFA Cup                      | 2QR            | Gruzia                                     | WIT Georgia              | 2–0         | not played  |
| 2008–09  | UEFA Cup                      | 1R             | Ba Lan                                     | Lech Poznań              | 2–1         | 2–4 (h.p.)  |
| 2009–10  | UEFA Europa League            | 3QR            | Serbia                                     | Vojvodina                | 1–1         | 4–2         |
| 2009–10  | UEFA Europa League            | Play-off       | Ukraina                                    | Metalurh Donetsk         | 2–2         | 3–2 (h.p.)  |
| 2009–10  | UEFA Europa League            | Bảng L         | Tây Ban Nha                                | Athletic Bilbao          | 0–3         | 0–3         |
| 2009–10  | UEFA Europa League            | Bảng L         | Bồ Đào Nha                                 | Nacional                 | 1–1         | 1–5         |
| 2009–10  | UEFA Europa League            | Bảng L         | Đức                                        | Werder Bremen            | 2–2         | 0–2         |
| 2010–11  | UEFA Europa League            | 2QR            | Bosna và Hercegovina                       | Široki Brijeg            | 2–2         | 1–0         |
| 2010–11  | UEFA Europa League            | 3QR            | Ba Lan                                     | Ruch Chorzów             | 3–1         | 3–0         |
| 2010–11  | UEFA Europa League            | Play-off       | Hy Lạp                                     | Aris                     | 1–1         | 0–1         |
| 2011–12  | UEFA Europa League            | 2QR            | Montenegro                                 | Rudar Pljevlja           | 2–0         | 3–0         |
| 2011–12  | UEFA Europa League            | 3QR            | Slovenia                                   | Olimpija Ljubljana       | 3–2         | 1–1         |
| 2011–12  | UEFA Europa League            | Play-off       | România                                    | Gaz Metan Mediaș         | 3–1         | 0–1         |
| 2011–12  | UEFA Europa League            | Bảng G         | Ukraina                                    | Metalist Kharkiv         | 1–2         | 1–4         |
| 2011–12  | UEFA Europa League            | Bảng G         | Hà Lan                                     | AZ                       | 2–2         | 2–2         |
| 2011–12  | UEFA Europa League            | Bảng G         | Thụy Điển                                  | Malmö FF                 | 2–0         | 2–1         |
| 2013–14  | UEFA Champions League         | 3QR            | Iceland                                    | FH                       | 1–0         | 0–0         |
| 2013–14  | UEFA Champions League         | Play-off       | Croatia                                    | Dinamo Zagreb            | 2–3         | 2–0         |
| 2013–14  | UEFA Champions League         | Bảng G         | Bồ Đào Nha                                 | Porto                    | 0–1         | 1–1         |
| 2013–14  | UEFA Champions League         | Bảng G         | Tây Ban Nha                                | Atlético Madrid          | 0–3         | 0–4         |
| 2013–14  | UEFA Champions League         | Bảng G         | Nga                                        | Zenit Saint Petersburg   | 4–1         | 0–0         |
| 2016–17  | UEFA Europa League            | 2QR            | Albania                                    | Kukësi                   | 1–0         | 4–1         |
| 2016–17  | UEFA Europa League            | 3QR            | Slovakia                                   | Spartak Trnava           | 0–1         | 1–0 (5–4p)  |
| 2016–17  | UEFA Europa League            | Play-off       | Na Uy                                      | Rosenborg                | 2–1         | 2–1         |
| 2016–17  | UEFA Europa League            | Bảng E         | România                                    | Astra Giurgiu            | 1–2         | 3–2         |
| 2016–17  | UEFA Europa League            | Bảng E         | Cộng hòa Séc                               | Viktoria Plzeň           | 0–0         | 2–3         |
| 2016–17  | UEFA Europa League            | Bảng E         | Ý                                          | Roma                     | 2–4         | 3–3         |
| 2017–18  | UEFA Europa League            | 3QR            | Cộng hòa Síp                               | AEL Limassol             | 0–0         | 2–1         |
| 2017–18  | UEFA Europa League            | Play-off       | Croatia                                    | Osijek                   | 0–1         | 2–1         |
| 2017–18  | UEFA Europa League            | Bảng D         | Ý                                          | Milan                    | 1–5         | 1–5         |
| 2017–18  | UEFA Europa League            | Bảng D         | Hy Lạp                                     | AEK Athens               | 0–0         | 2–2         |
| 2017–18  | UEFA Europa League            | Bảng D         | Croatia                                    | Rijeka                   | 1–3         | 4–1         |
| 2019–20  | UEFA Europa League            | 3QR            | Cộng hòa Síp                               | Apollon Limassol         | 1–2         | 1–3         |
| 2021–22  | UEFA Europa Conference League | 2QR            | Iceland                                    | Breiðablik               | 1–1         | 1–2         |

## Đội hình hiện tại
Tính đến 30 tháng 1 năm 2022
Ghi chú: Quốc kỳ chỉ đội tuyển quốc gia được xác định rõ trong điều lệ tư cách FIFA. Các cầu thủ có thể giữ hơn một quốc tịch ngoài FIFA.
| Số | VT | Quốc gia      | Cầu thủ                                    |
| -- | -- | ------------- | ------------------------------------------ |
| 1  | TM | Áo            | Patrick Pentz                              |
| 2  | TV | Áo            | Florian Wustinger                          |
| 3  | HV | Bắc Macedonia | Filip Antovski                             |
| 5  | TV | Đức           | Eric Martel (mượn từ RB Leipzig)           |
| 6  | TV | Áo            | Niels Hahn                                 |
| 7  | TĐ | Úc            | Tristan Hammond                            |
| 8  | TV | Áo            | Vesel Demaku                               |
| 10 | TV | Áo            | Alexander Grünwald                         |
| 11 | TV | Slovenia      | Martin Pečar (mượn từ Eintracht Frankfurt) |
| 13 | TM | Áo            | Lukas Wedl                                 |
| 15 | HV | Áo            | Leonardo Ivkic                             |
| 16 | TV | Áo            | Can Keles                                  |
| 17 | TĐ | Đức           | Anouar El Moukhantir                       |
| 18 | TĐ | Anh           | Noah Ohio (mượn từ RB Leipzig)             |
| 20 | HV | Đức           | Lukas Mühl                                 |

| Số | VT | Quốc gia          | Cầu thủ                 |
| -- | -- | ----------------- | ----------------------- |
| 21 | TM | Áo                | Ammar Helac             |
| 23 | TV | Áo                | Matthias Braunöder      |
| 24 | HV | Cộng hòa Dominica | Christian Schoissengeyr |
| 25 | TĐ | Áo                | Muharem Huskovic        |
| 29 | HV | Áo                | Markus Suttner          |
| 30 | TV | Áo                | Manfred Fischer         |
| 36 | TĐ | Áo                | Dominik Fitz            |
| 39 | TV | Áo                | Georg Teigl             |
| 46 | HV | Áo                | Johannes Handl          |
| 66 | HV | Luxembourg        | Marvin da Graça         |
| 70 | HV | Áo                | Esad Bejic              |
| 77 | TV | Áo                | Aleksandar Jukic        |
| 92 | TĐ | Áo                | Marco Djuricin          |
| 99 | TM | Áo                | Mirko Kos               |

### Cầu thủ khác còn hợp đồng
Ghi chú: Quốc kỳ chỉ đội tuyển quốc gia được xác định rõ trong điều lệ tư cách FIFA. Các cầu thủ có thể giữ hơn một quốc tịch ngoài FIFA.
| Số | VT | Quốc gia | Cầu thủ          |
| -- | -- | -------- | ---------------- |
| —  | TĐ | Nigeria  | Bright Edomwonyi |

### Cho mượn
Ghi chú: Quốc kỳ chỉ đội tuyển quốc gia được xác định rõ trong điều lệ tư cách FIFA. Các cầu thủ có thể giữ hơn một quốc tịch ngoài FIFA.
| Số | VT | Quốc gia | Cầu thủ |
| -- | -- | -------- | ------- |

## Lịch sử ban huấn luyện
Tính đến 1 tháng 12 năm 2018
- Jimmy Hogan (1911–12)
- Hugo Meisl (1912–13)
- Không rõ (1914–18)
- Johann Andres (1919–21)
- Gustav Lanzer (1922–27)
- Robert Lang (1928–30)
- Karl Kurz (1930–31)
- Rudolf Seidl (1931–32)
- Karl Schrott (1933)
- Josef Blum (1933–35)
- Jenő Konrád (1935–36)
- Walter Nausch (1936–37)
- Matthias Sindelar (1937–38)
- Josef Schneider (1939–40)
- Karl Schneider (1941–42)
- Không rõ (1943–45)
- Karl Geyer (1945)
- Heinrich Müller (1946–54)
- Walter Nausch (1954–55)
- Leopold Vogl (1956–57)
- Karl Adamek (1957–58)
- Josef Smistik (1958–59)
- Walter Probst (1959–60)
- Karl Schlechta (1960–62)
- Eduard Frühwirth (1962–64)
- Ernst Ocwirk (1 tháng 7 năm 1965 – 30 tháng 6 năm 1971)
- Heinrich "Wudi" Müller (1 tháng 7 năm 1971 – 30 tháng 6 năm 1972)
- Karl Stotz (1 tháng 6 năm 1972 – 15 tháng 3 năm 1973)
- Béla Guttmann (16 tháng 3 năm 1973 – 31 tháng 5 năm 1973)
- Josef Pecanka (1973–74)
- Josef Argauer (1974)
- Robert Dienst (1974–75)
- Johann Löser (1 tháng 1 năm 1975 – 30 tháng 6 năm 1975)
- Karl Stotz (1 tháng 7 năm 1975 – 30 tháng 6 năm 1977)
- Hermann Stessl (1 tháng 7 năm 1977 – 31 tháng 5 năm 1979)
- Erich Hof (1 tháng 7 năm 1979 – 31 tháng 3 năm 1982)
- Václav Halama (1 tháng 4 năm 1982 – 30 tháng 6 năm 1984)
- Thomas Parits (1 tháng 7 năm 1984 – 30 tháng 6 năm 1985)
- Hermann Stessl (1 tháng 7 năm 1985 – 30 tháng 6 năm 1986)
- Thomas Parits (1 tháng 7 năm 1986 – 30 tháng 6 năm 1987)
- Karl Stotz (1 tháng 7 năm 1987 – 11 tháng 10 năm 1987)
- Ferdinand Janotka (12 tháng 10 năm 1987 – 30 tháng 6 năm 1988)
- August Starek (1 tháng 7 năm 1988 – 17 tháng 11 năm 1988)
- Robert Sara (17 tháng 11 năm 1988 – 31 tháng 12 năm 1988)
- Erich Hof (1 Jan 1989 – 28 tháng 3 năm 1990)
- Herbert Prohaska (28 tháng 3 năm 1990 – 9 tháng 6 năm 1992)
- Hermann Stessl (1 tháng 7 năm 1992 – 31 tháng 5 năm 1993)
- Josef Hickersberger (1 tháng 7 năm 1993 – 30 tháng 6 năm 1994)
- Egon Coordes (1 tháng 7 năm 1994 – 30 tháng 6 năm 1995)
- Horst Hrubesch (1 tháng 7 năm 1995 – 30 tháng 6 năm 1996)
- Walter Skocik (1 tháng 7 năm 1996 – 15 tháng 4 năm 1997)
- Wolfgang Frank (26 tháng 4 năm 1997 – 8 tháng 4 năm 1998)
- Robert Sara (tạm quyền) (9 tháng 4 năm 1998 – 17 tháng 5 năm 1998)
- Zdenko Verdenik (17 tháng 5 năm 1998 – 2 tháng 4 năm 1999)
- Friedrich Koncilia (tạm quyền) (2 tháng 4 năm 1999 – 30 tháng 5 năm 1999)
- Herbert Prohaska (1 tháng 6 năm 1999 – 3 tháng 5 năm 2000)
- Ernst Baumeister (tạm quyền) (3 tháng 5 năm 2000 – 31 tháng 5 năm 2000)
- Heinz Hochhauser (1 tháng 6 năm 2000 – 12 tháng 3 năm 2001)
- Arie Haan (12 tháng 3 năm 2001 – 13 tháng 8 năm 2001)
- Anton Pfeffer (12 tháng 8 năm 2001 – 21 tháng 12 năm 2001)
- Walter Hörmann (14 tháng 8 năm 2001 – 31 tháng 12 năm 2001)
- Dietmar Constantini (tạm quyền) (1 tháng 1 năm 2002 – 31 tháng 5 năm 2002)
- Walter Schachner (1 tháng 7 năm 2002 – 4 tháng 10 năm 2002)
- Christoph Daum (4 tháng 10 năm 2002 – 30 tháng 6 năm 2003)
- Joachim Löw (1 tháng 7 năm 2003 – 24 tháng 3 năm 2004)
- Lars Søndergaard (tháng 3 năm 2004 – tháng 5 năm 2005)
- Peter Stöger (6 tháng 5 năm 2005 – 31 tháng 12 năm 2005)
- Frank Schinkels (1 tháng 1 năm 2006 – 23 tháng 10 năm 2006)
- Georg Zellhofer (23 tháng 10 năm 2006 – 19 tháng 3 năm 2008)
- Dietmar Constantini (tạm quyền) (19 tháng 3 năm 2008 – 26 tháng 4 năm 2008)
- Karl Daxbacher (21 tháng 5 năm 2008 – 21 tháng 12 năm 2011)
- Ivica Vastić (21 tháng 12 năm 2011 – 21 tháng 5 năm 2012)
- Peter Stöger (11 tháng 6 năm 2012 – 18 tháng 6 năm 2013)
- Nenad Bjelica (17 tháng 6 năm 2013 – 16 tháng 2 năm 2014)
- Herbert Gager (tạm quyền) (16 tháng 2 năm 2014 – 16 tháng 5 năm 2014)
- Gerald Baumgartner (1 tháng 6 năm 2014 – 22 tháng 3 năm 2015)
- Andreas Ogris (22 tháng 3 năm 2015 – 30 tháng 6 năm 2015)
- Thorsten Fink (1 tháng 7 năm 2015 – 27 tháng 2 năm 2018)
- Thomas Letsch (27 tháng 2 năm 2018 – 11 tháng 3 năm 2019)
- Robert Ibertsberger (11 tháng 3 năm 2019 – 30 tháng 6 năm 2019)
- Peter Stöger (31 tháng 7 năm 2020 – 5 tháng 6 năm 2021)